# 王濬

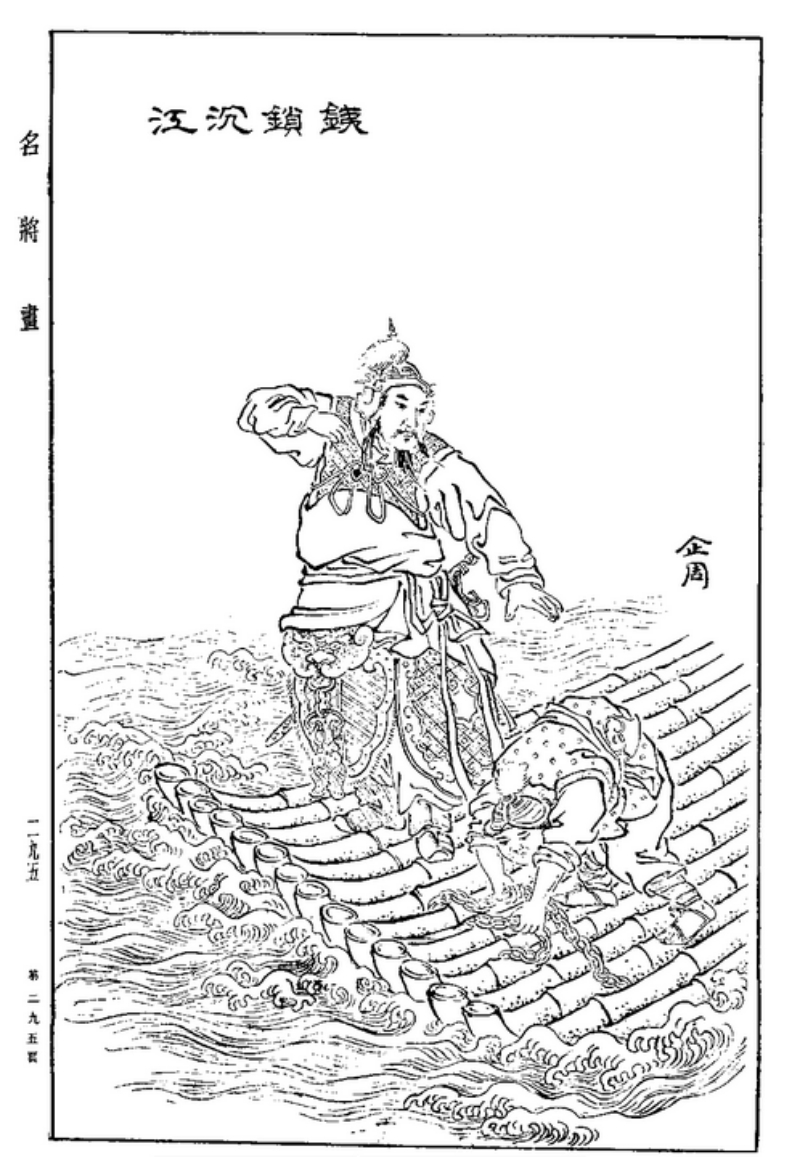
王濬

王濬（206年—286年1月28日），字士治，小字阿童。弘農郡湖县（今河南靈寶西）人，西晋政治人物。

## 生平
王濬出身於世代二千石的官戶人家，年輕時就以俊美的外表著稱，雖博覽墳典，但為人卻不修邊幅，也不太在意他人眼光，整天遊手好閒，因此不受鄰里讚譽。後來，王濬認為自己不能虛度光陰，乃洗心革面，立志要做出一番事業。他把家門口的道路拓寬，人們問他這樣做的用意，他稱是為了等自己成為將軍後，將來門前街道能容納自己部隊的長戟和幡旗，人們聽了，無不以此笑他，他卻反過來說那些笑他的人不過是「燕雀安知鴻鵠之志。」後被當地首長徵召為河東從事。當時，擔任刺史的徐邈的女兒還沒出嫁，徐邈召集下屬，讓女兒躲在別處觀察，看這其中是否有合她眼緣的人選。徐邈的女兒正巧相中了王濬，徐邈便将女儿嫁给了他。再後來，羊祜的哥哥羊暨聽聞王濬這號人物，觀察後，認為王濬這人雖有大志，但生活太過講求奢侈，並不可大用，羊祜則不以為然，認為像王濬這樣生活追求奢侈的人，必然會為了能繼續享受奢華生活而力爭向上，早晚都將因此成就事業。
王濬後來以其年資出任車騎從事中郎，再後來擔任巴郡太守，與吳國的邊境相連。當時蜀地勞役繁重，百姓們都過不了日子，以至於許多人生下男丁便乾脆丟棄不養。王濬憐憫，乃嚴其科條，寬其徭課，使其生產者皆能休復，因此全活了數千孩童。後又轉任廣漢太守，於任上多垂惠布政，百姓多以此賴之。
擔任太守期間，王濬曾經作夢，夢到自己頂上懸著三把刀於臥室梁上，須臾又多了一把刀，王濬驚醒後，意甚惡之。他的主簿李毅聽聞此夢，再拜慶賀道：「三把刀合起來，是為州字，又多一把刀於樑上，意思是『增益於梁』，這難道不是在說您即將成為益州的父母官嗎？」及賊張弘殺益州刺史皇甫晏，朝廷果然升王濬為益州刺史。
王濬上任後，頗設方略，誅殺了張弘等造逆者，以此封為關內侯。任內懷輯殊俗，待以威信，蠻夷徼外，多來歸降，朝廷遂又徵拜他為右衛將軍，擔任大司農。車騎將軍羊祜認為王濬有奇略，回朝任職殊為可惜，乃密表給晉武帝，請朝廷讓王濬繼續擔任益州刺史，於是王濬繼續留任。
後來，朝廷大臣如羊祜、杜預、張華等皆議謀伐吳，晉武帝亦頗有此意，於是王濬奉詔，於益州大作舟船，前後不下十年，為伐吳做準備。

### 滅吳之戰
咸宁五年（279年）四月，由於其他朝臣的反對伐吳，晉武帝舉棋不定，此時已年近七十的王濬上書朝廷，懇求出兵。王濬於奏章內提到，自己曾數次觀察吳、楚兩地的百姓，認為「孫皓荒淫凶逆，荊揚賢愚無不嗟怨。」加上自己身在益州，已經為了這場戰事不停造船，以至於許多原先造好的戰船都放到朽壞了，若再不伐吳，等東吳換了一個明君上場，或是自己不在人世，東吳都將不再好攻取。晉武帝對王濬的話深感認同，便讓王濬出任龙骧将军，命他沿長江進攻東吳。
當年王濬在巴郡當太守時，所全活的數千兒童，此時皆已長大成人，紛紛成為了王濬麾下的心腹戰力。其父母都跟自己孩子說：「你們的命是王大人給的，當以此命回報給他，切莫貪生怕死。」於是王濬一路上衝破铁锁，短時間內就接連攻佔了西陵、夏口、武昌等重鎮，並最終抵達抵建鄴。吳帝孙皓見大勢已去，便出城投降。

### 同朝相厭
雖然成就大功，不過，王濬卻和另一路伐吳統帥王渾父子產生過節，並遭對方弹劾。起因是，王濬本該受王渾節制，當時王渾軍雖已打下秣陵，卻不敢輕進，要王濬暫緩進兵，結果王濬卻以江面風大、無法停泊為由，不甩王渾的帥令，逕自出軍，不想卻以此逼降了孫皓，奪下伐吳頭功。王渾一來氣王濬目中無己，二來又覺得自己其實比王濬早逼近建業，只是碰巧在後面待陣，被王濬借勢逼降了孫皓，因此心生嫉妒，便上書控告王濬不聽帥令，於是有關部門便打算收監王濬，晉武帝聞知消息，雖沒同意，但也給王濬下了一道斥責詔書：「伐吳是舉國大事，軍隊因此需要有人做總指揮。之前朕就下詔，讓你受安車將軍王渾的節度，王渾這人思謀深重，要你暫緩兵勢，誰讓你自己徑前、不聽從王渾命令的？你雖然立下功勳，朕也記在心頭，但當率由朝廷詔書，崇成王法，如今你恃著功勞肆意妄為，甚失大義，將來別人是否都可以有樣學樣？你又要朕何以號令天下呢？」王濬受詔不服，乃上表為自己抗辯，說:「皇上您之前才下詔『軍人乘勝，猛氣盆壯，便當順流長騖，直造秣陵。』秣陵已下，臣直逼建業，乃是順著您的方針。至於節度事宜，您只說過『太尉賈充總統諸方，自鎮東大將軍伷及渾、濬、彬等皆受充節度。』可沒有又要臣另外同受王渾節度，因此，臣不聽王渾的指揮，又有什麼錯呢？」結果王渾又誣陷王濬，說王濬擅收了吳國宮廷的珍寶，逼的王濬再度上書為自己辯白。
回京敘職時，有司上奏，說王濬前面不甩王渾節制，後面抗辯皇帝的詔書，是大不敬罪，應該交付廷尉收監，被晉武帝制止。晉武帝認為，王濬雖然沒有受節制，但其立下的功勞不應該就此被掩沒。有司又奏，說王濬於戰爭結束後，沒有經過朝廷批准，就燒毀了吳國遺留的戰船三百多艘，損壞戰利品，應該被究責，再次被武帝擋下來；武帝依功，拜王濬為輔國大將軍，領步兵校尉。有司這時又一次上奏，說輔國大將軍不是顯赫官爵，因此既不置司馬，也不給王濬官騎，武帝便破例下詔，表示該依征、鎮大將軍的待遇，給王濬五百大車，並增兵五百人為「輔國營」，另再給親騎百人、官騎十人，並別置司馬。同時加封王濬為襄陽侯，食邑萬戶。王濬的小兒子王彝封為楊鄉亭侯，食邑一千五百戶，並賜絹萬匹，又賜衣一襲、錢三十萬及食物。
王濬受到賞賜後，自以為立下不世之功，而為王渾父子及其他權貴所排擠，導致自己的官爵很小，又經常被打小報告，所以每次進見武帝，都忍不住向武帝重述自己的征伐之勞，以及被他人誣陷的委屈。話講到一半，王濬往往不勝忿憤，常因此對武帝不辭而別，直接回家。武帝性寬厚，每次都容恕王濬的失禮。益州護軍範通，是王濬的親戚，見王濬如此犯狂，便跟王濬說：「王老將軍您功勞當然很大，但你現在這樣，卻正在給自己搬磚砸腳啊。」王濬不明所以，範通繼續說道：「以後您不管是進宮議事，還是在私宅見客，千萬別再提及自己平吳的功勞了。若有人提起，你只要回答：「這都是憑托我皇上如天之德，及各位將帥之力，老夫我哪有出什麼力氣！』如此，話傳出去，大家都會說您這人謙虛、識大體，反而會覺得是王渾小家子氣故意針對你，到時候，王渾又能不為此感到慚愧嗎？」王濬聽了，潘然醒悟，便照著範通教的說法而為，久了之後，時人都以為王濬功重報輕，朝廷裡面，博士秦秀、太子洗馬孟康、前溫令李密等都紛紛上表為王濬叫屈，晉武帝亦覺得王濬當年確實受了不少委屈，便遷王濬為鎮軍大將軍，另加散騎常侍，領後軍將軍。
太康六年（285年），王濬再次被朝廷加封，晉武帝特賜王濬特進，並給他開府儀同三司的禮遇。同年十二月庚子（286年1月28日），王濬去世，葬於柏谷山。谥號為武侯，享年八十歲。其爵位由兒子王矩繼承。
後來，晉武帝去世，到了懷帝世，天下喪亂，王濬一族唯有兩個孫子成功南逃，遷入東晉，但宗譜齒錄已然佚失，不復見列。東晉的安西將軍恆溫，曾上表求朝廷尋訪王濬後人，依照慣例給予官職，以示朝廷對待有功賢者的推崇。然而其兩個孫子都已年過六十，及至恆溫上表時，已卒不見省。

## 家族
- 子王矩，嗣爵。
- 子王畅，王矩之弟，官至散骑郎。
  - 王粹，又奉晋武帝诏娶颍川公主，仕至魏郡太守。
- 子王彝，杨乡亭侯，食邑一千五百户，赐绢一万匹，又赐衣一套、钱三十万及一些食物

## 評價
- 何攀：「濬性在忠烈，受命必果，宜重其位號。」《華陽國志·卷十一》
- 羊祜：「濬有大才，將欲濟其所欲，必可用也。」《晉書·卷四十二》
- 羊暨：「濬為人志太，奢侈不節，不可專任，宜有以裁之。」《晉書·卷四十二》
- 范通：「卿功則美矣，然恨所以居美者，未盡善也。」《晉書·卷四十二》
- 侯君集：臣聞命將出師，主於克敵，茍能克敵，雖貪可賞；若其敗績，雖廉可誅。是以漢之李廣利、陳湯，晉之王濬，隋之韓擒虎，皆負罪譴，人主以其有功，咸受封賞。《資治通鑑·卷一百九十五》
- 郝經：濬既克清建業，渾亦獻捷橫江，皆為得儁，渾其次也。然語平吳之功，武帝歸之羊太傅是已，濬等特輸力而終之爾。始用濬則祜也，著恩信則祜也，力請大舉以乘孫皓，祜也。卒之杜預使濬不受節度，以成破竹之勢而徑造建業，濬乃自以為功，而忘羊、杜；渾又爭之，過浮於功矣。《續後漢書·卷七十七》
- 房玄齡：二王總戎，淮海攸同。渾既害善，濬亦矜功《晉書·卷四十二》
- 蔡東藩：惟晉之伐吳，倡議為羊祜，立功為王濬，而從中慫恿者為張華，餘子碌碌，皆因人成事而已。《兩晉演義》

## 游戏作品
- 《三国杀》

## 延伸阅读
[在维基数据编辑]
 《晉書/卷042》，出自房玄齡《晉書》